# Quinta do Leme
Quinta do Leme é um sítio povoado da freguesia de Santo António, concelho do Funchal na Ilha da Madeira. O seu nome deve-se a criação de uma quinta, por volta de 1471, pertencente a António Leme, fidalgo de D. Joao II, descendente da família Lem de Bruges.  Desde então, o sítio tem sido apelidado de quinta do Leme.
No século XVII, foi construído o Solar dos Leme, solar que sobreviveu até aos dias de hoje.
O sítio é atravessado pelo caminho da quinta do Leme, que liga o caminho de Santo António ao caminho do Pilar.